# Siayan
Siayan ist eine philippinische Stadtgemeinde in der Provinz Zamboanga del Norte. Sie hat 34.966 Einwohner (Zensus 1. August 2015).

## Baranggays
Siayan ist politisch in 22 Baranggays unterteilt.
- Balok
- Balunokan
- Datagan
- Denoyan
- Diongan
- Domogok
- Dumpilas
- Gonayen
- Guibo
- Gunyan
- Litolet
- Macasing
- Mangilay
- Moyo
- Muñoz
- Pange
- Paranglumba (Pob.)
- Polayo
- Sayaw
- Seriac
- Siayan Proper (Pob.)
- Soguilon